# Georg Friese
Bernhard Ludwig Georg Friese (geboren 22. Januar 1855 in Lüchow; gestorben nach 1919) war ein deutscher Maler und Grafiker, Kunstpädagoge und Zeichenlehrer. Er gilt als Erfinder des Zeichenblocks für den Schulunterricht.

## Leben
Georg Friese war Sohn eines im Wendland tätigen Lohgerbermeisters. Nach dem Besuch der Präparandenanstalt zu Lüchow und 1872 bis 1873 des Bezirksseminars zu Lüneburg erhielt er im Alter von 19 Jahren als „Schulamts-Candidat“ eine Anstellung als 2. Schullehrer im wendländischen Bülitz, bevor er sich noch ab demselben Jahr und bis 1877 am Evangelischen Seminar in Hannover fortbildete. Anschließend arbeitete er bis Johannis 1878 als Lehrer an der evangelischen Gesamtschule und als Zeichenlehrer an der Mittelschule zu Witten an der Ruhr tätig war. Ebenfalls noch 1878 erhielt er eine Anstellung als Lehrer an einer der städtischen Bürgerschulen zu Hannover und besuchte parallel dazu, nachdem er sich erstmals zum 4. Oktober 1878, dann erneut zum Wintersemester 1881/82 und abermals für 1883/84 an der Kunstgewerblichen Lehranstalt des Gewerbe-Vereins Hannover immatrikulierte für die Fächer allgemeine oder ausgewählte Kunstgeschichte, Darstellende Geometrie, Aktzeichnen, Modellieren und Deutsche Renaissance. In diesem Zeitraum war er unter anderem Schüler des hannoverschen Hofmalers Friedrich Kaulbach.
Im März 1880 wurde Friese – ebenso wie der Kunstmaler Ernst Jordan und die Künstler Louis Mauß, Heinrich Mittag und Wilhelm Sievers –  als einer der fünf besten Schüler mit dem Ehrenpreis ausgezeichnet und zu Johannis desselben Jahres einen Anstellung als Zeichenlehrer an der Realschule Erster Ordnung.
Schon Mitte der 1880er Jahre hatte sich Friese einen Ruf als Maler von Aquarellen und Schöpfer von Federzeichnungen und Radierungen erworben.

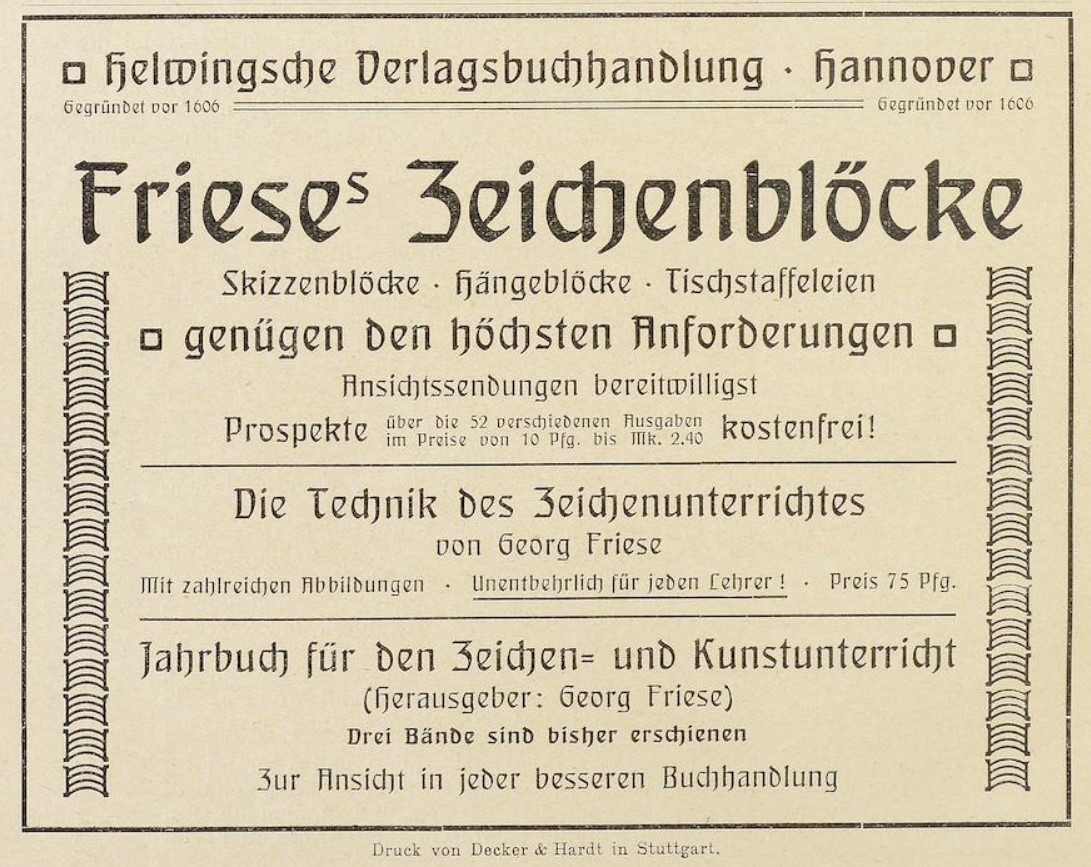
Werbeanzeige der Helwingschen Verlagsbuchhandlung u. a. für „Friese's Zeichenblöcke, Skizzenblöcke, Hängeblöcke, Tischstaffeleien“;
Kunst und Jugend. Illustrierte Zeitschrift des Verbands Süddeutscher Zeichenlehrervereine, 1908

In den 1880er Jahren arbeitete er als Zeichenlehrer am Realgymnasium I und am Leibniz-Realgymnasium in Hannover und referierte als solcher für die 11. hannoversche Provinzial-Lehrerversammlung am 4. Oktober 1883 in Leer in Ostfriesland über „die heutigen Bestrebungen auf dem Gebiete des Zeichenunterrichts.“ In Hannover gab er um 1885 in Zusammenarbeit mit der Helwingschen Verlagsbuchhandlung erstmals einen Zeichenblock für den Gebrauch an Schulen heraus. Wohl als Erster überhaupt führte er Zeichenblöcke ein, anfangs nur für den an höheren Schulen zumeist nur als Wahlfach angebotenen Zeichenunterricht. Erst später wurde der Zeichenunterricht auch an Volksschulen ordentliches Lehrfach.
Frieses frühe Zeichenblöcke beinhalteten auf der Vorderseite zwei Holzschnitte über „die richtige Handhaltung“, auf der Innenseite über „die richtige Körperhaltung“ beim Zeichnen.
1890 gründete Friese in Hannover den Landesverein preußischer für höhere Lehranstalten geprüfter Zeichenlehrer.
Am 27. Mai 1890 wurde Friese auf der Hauptversammlung des Vereins deutscher Zeichenlehrer in Straßburg zum Redakteur der Zeitschrift des Vereins deutscher Zeichenlehrer gewählt und hielt dort anschließend einen Vortrag „über die Behandlung des konstruktiven Zeichnens und der darstellenden Geometrie in den oberen Klassen des Realgmnasiums“, illustriert mit Beispielen seiner eigenen Schüler am hannoverschen Realgymnasium I. Im Folgejahr 1891 gab der bayerische Stadtschulinspektor Andreas Böhngen in Anlehnung an Frieses Vorbild den von R. Oldenbourg in München hergestellten „Prinzregenten-Zeichenblock“ für Volks- und Mittelschulen heraus. In einer Rezension erhielt Böhngens Nachahmung von Frieses 6 Jahren älteren Zeichenblock allerdings beinahe einen Verriss.
1892 erhielt Friese vom Kaiserlichen Patentamt erstmals einen Gebrauchsmuster-Schutz für seinen „Zeichenblock mit halb eingeschnittenen Randlinien.“ Um 1895 hatte Friese, seinerzeit mit Wohnsitz in der Bel Etage im Haus Wolfstraße 20, bereits 36 verschiedene Zeichenblöcke für unterschiedliche Bedürfnisse herausgegeben. Unter diesen offerierte Friese, dem mittlerweile „die fachmännische Oberleitung“ über die hannoversche Kunstgewerbeschule übertragen worden war – 14 verschiedene aus „Handpapier“, rau oder glatt, weiß oder farbig sowie – „von besonderer Feinheit in Korn und Farbe“ – die Büttenpapiere, das sogenannte „Ingrespapier“ für Kreide- oder Kohlezeichnungen.
1893 fungierte Friese als Vorsitzender des Landesvereins preußischer für höhere Lehranstalten geprüfter Zeichenlehrer und richtete als solcher eine Petition an das Preußische Herrenhaus zur staatlichen Besserstellung von Zeichenlehrern „[...] wegen Verleihung eines angemessenen officiellen Titels an solche [...]“

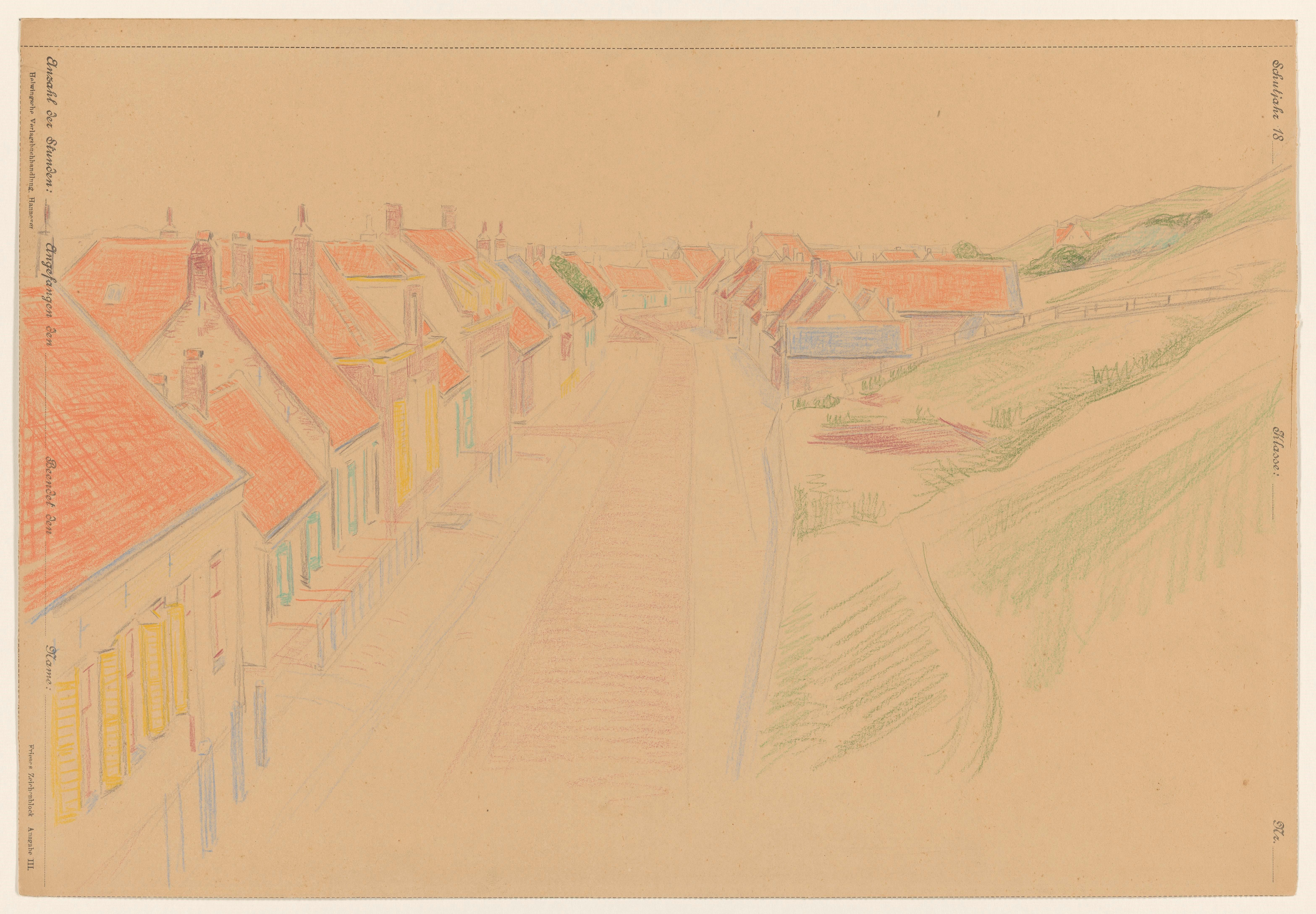
Gezeichnete Straßenansicht in Zoutelande (Niederlande) auf einem Blatt von Frieses Zeichenblock;
Ferdinand Hart Nibbrig; Rijksmuseum Amsterdam

Ende der 1890er Jahre bot Friese – wieder in Zusammenarbeit mit der Helwingschen Buchhandlung – neben verbesserten Zeichenblöcken und dem von ihm erfundenen „Euklid“-Zeichenwinkel mit Greifleiste seine ebenfalls DRGM-geschützte verstellbare Reißschiene „Archimedes“.
Von 1904 bis 1909 redigierte Georg Friese das Jahrbuch für den Zeichen- und Kunstunterricht; dessen mehr als 700 Seiten umfassender dritter Band mit künstlerischen Illustrationen als Lehrbuch und beispielsweise in Frankreich als „das goldene Buch des Zeichenunterrichts“, als „Le livre d'or de l'enseignement du dessin“ gewürdigt wurde.
Unterdessen hatte Friese zum 1. Dezember 1906 erneut ein Patent angemeldet, diesmal für einen „Staffeleizeichentisch für Schulzwecke“.
1909 hielt Friese auf der Hauptversammlung des Preußischen Landesvereins für Höhere Schulen geprüfter Zeichenlehrer in Stettin einen vielgliedrigen Vortrag „Über die Ausbildung der Zeichenlehrer“ und deren persönliche Anforderungen.
Zum 1. September 1910 lobten Friese und die Helwingsche Verlagsbuchhandlung einen Wettbewerb aus „zur Erlangung künstlerischer Umschlagzeichnungen Frieses Zeichenblock für ihren in 50 Ausgaben erscheinenden ‚Frieses Zeichenblock‘“; die ersten vier Preise beinhalteten 400, 300 und 100 Mark.
1912 referierte der unterdessen zum Professor ernannte Friese, mittlerweile mit Wohnsitz im Parterre des Hauses Bödekerstraße 32, auf dem Vierten Internationalen Kongress für Kunstunterricht, Zeichnen und angewandte Kunst in Dresden als Vorsitzender der Abteilung A des deutschen Ausschusses.
Friese, der zuletzt 1919 in der Ferdinand-Wallbrecht-Straße 11 wohnte, hinterließ seine Ehefrau Marie, die 1920 als Witwe in dem zuvor gemeinsam bewohnten Haus lebte.

## Schriften (Auswahl)
- Methodiker des Zeichenunterrichtes in Einzeldarstellungen
  - Bd. 1, Zeichenlehrer der Neuzeit, Heft 1: Fedor Flinzer, Sonderdruck aus der Zeitschrift des Vereins deutscher Zeichenlehrer. Stadt, 17. Jhrg. von 1890, Hannover: Meyer, 1890
- Vorschläge und Wünsche des Landesvereines preussischer für höhere Lehranstalten geprüfter Zeichenlehrer für eine neu zu erlassende Prüfungsordnung für Zeichenlehrer an höheren Lehranstalten. (Genehmigt vom Verein durch die Abstimmung vom 21.-27. Dezember 1894), hrsg. vom Landesverein Preußischer, für Höhere Lehranstalten geprüfter Zeichenlehrer, Hannover: Druck von Carl Küster, [1895]; Digitalisat
- G. Knebel, Georg Friese: Die zukünftige Stellung des Zeichen-Unterrichts in den höheren Lehranstalten, Hannover: Helwing, 1900
- Die Technik des Zeichenunterrichts, Hannover: Helwingsche Verlagsbuchhandlung, 1907

als Herausgeber:
- Festschrift zur 36. Hauptversammlung des Vereins deutscher Zeichenlehrer und des Vereins deutscher geprüfter Zeichen-Lehrerinnen. Hannover vom 5.-8. Juni 1911, Hannover: Scherrer, 1911

Übersetzungen:
- Louis Guébin: Der Zeichenunterricht in den Schulen Frankreichs / von L. Guébin, inspecteur principal de l'enseignement du dessin pour les écoles de la ville de Paris. Deutsch von Georg Friese, Sonderdruck aus Jahrbuch für den Zeichen- und Kunstunterricht, Bd. 3, Hannover: Helwingsche Verlagsbuchhandlung, 1907; Digitalisat
- Der Zeichenunterricht in Belgien, von Ed.L. de Taeye, Jean de Bosschère. Deutsch von Georg Friese, Sonderdruck aus dem Jahrbuch für den Zeichen- und Kunstunterricht, Bd. 3, Hannover: Helwing, 1907

## Archivalien
Archivalien von und über Georg Friese finden sich beispielsweise
- im Niedersächsischen Landesarchiv (Abteilung Hannover), Untergliederung Niedersächsisches Landesmuseum Hannover: Verzeichnung unter dem Titel Auskünfte und Gutachten (alphabetisch nach Korrespondenzpartnern) für die Laufzeit 1967 bis 1968; darin: „Vermächtnis der Werke des Malers Georg Friese“[27]
- im Geheimen Staatsarchiv Preußischer Kulturbesitz, Abteilung „I. HA Rep. 76 Seminare / Preußische Lehrerbildungsanstalten / 097 Hannover (Han.), Evangelisches Seminar / 097.01 Ev. Seminar Hannover“, darin: I. HA Rep. 76 Seminare, Nr. 5257 Personalien des Schülers Georg Friese für die Laufzeit von 1874 bis 1877[9]